# سلمان فارسی (مجموعه تلویزیونی)
سلمان فارسی مجموعهٔ تلویزیونی ایرانی در حال ساخت در ژانر درام تاریخی به کارگردانی و نویسندگی داوود میرباقری و تهیه‌کنندگی حسین طاهری است. این مجموعه داستان سلمان فارسی را در دوران شاهنشاهی ساسانی، امپراتوری بیزانس و صدر اسلام به تصویر می‌کشد.
تصویربرداری آن از ۱۰ دی ۱۳۹۸ آغاز شده است. این مجموعه قرار است در ۶۰ قسمت ساخته شود. در ۱۱ فروردین ۱۴۰۲ مستندی با نام سلمان از آغاز مربوط به مراحل تولید و پشت صحنه فصل یکم این مجموعه پخش شد. در سال ۱۴۰۲ در محل فیلمبرداری در روستای خیج بر اثر «فرو ریختن پل» دو تن از هنروران این سریال جان باختند. طبق گزارش‌ها، سلمان فارسی بزرگ‌ترین و پرهزینه‌ترین مجموعه تلویزیونی در تاریخ ایران است.
انتظار می‌رود که پخش سلمان فارسی از سال ۱۴۰۵ آغاز شود.

## داستان
این مجموعه تاریخی به دوران زندگی، زمانه و مهاجرت سلمان فارسی از تولد تا مرگ می‌پردازد و طبق برنامه‌ریزی‌ها، تا واقعه غدیر خم ادامه خواهد داشت. در سریال سلمان (روزبه) به عنوان یک زرتشتی بیشتر زمان از اوایل زندگی خود را وقف تحصیل می‌کند تا به یک مغ (روحانی زرتشتی) شود. او بعدها ایران را ترک کرده و سفرهای خود را به سراسر آسیای غربی برای گفتگوی بین ادیان با سایر گروه‌های مذهبی آغاز می‌کند. جست و جوهای روزبه در نهایت باعث گرویدن وی به مسیحیت و حدود ۷۰ سال سیر و سلوک در شهرها، کلیساها و دیرهای مختلف دوران بیزانس می‌شود. پس از دیدار با محمد در مدینه، سلمان به اسلام روی می‌آورد و تبدیل به یکی از برجسته‌ترین صحابه‌های غیر عرب و از نزدیک‌ترین دوستان محمد می‌شود.
داستان فصل یکم در ایران و بیرانس جریان دارد. فصل دوم در حجاز و سپس ایران جریان دارد و تا زمان مرگ او ادامه می‌یابد.

## بازیگران
- علیرضا شجاع نوری:‌ میانسالی سلمان فارسی[۱۵][۱۶]
- فرهاد اصلانی: آبنوس بازرگان[۱۵][۱۶]
- ستاره اسکندری: مادر سلمان فارسی[۱۵][۱۶]
- حسام منظور: پدر سلمان فارسی[۱۵]
- الهام کردا: شیرین[۱۵]
- داریوش فرهنگ: کاپیتان کشتی هانیبال[۱۵][۱۷][۱۸][۱۶]
- محمدرضا هدایتی: ویشنو مباشر آبنوس[۱۵][۱۹][۲۰]
- یوسف صیادی: صاحب کاروانسرا[۱۵][۲۱]
- انوش معظمی: پهلوان ایرانی[۲۲]
- چنگیز جلیلوند: اسقف رومی[۲۳][۱۶]
- مهدی فقیه: جذامی[۱۶][۲۴]
- احترام برومند: خواهر روحانی[۲۴]
- تورج نصر[۲۵][۱۶]
- سیامک اطلسی[۱۶]
- محمود پاک‌نیت[۱۶]
- جعفر دهقان[۱۶]
- آرش تاج تهرانی[۱۶]
- علی دهکردی[۱۶]
- مصطفی طاری[۱۶]
- محمدعلی نجفی[۱۵]
- عنایت شفیعی
- بهزاد خداویسی
- عنایت بخشی
- بهناز جعفری
- مجید مظفری
- محمد فیلی
- حسن میرباقری
- هشام رستم
- رضا کریمی
- محمدجواد جعفرپور
- محمدرضا شریفی‌نیا
- حسین یاری
- الیکا عبدالرزاقی
- شکرخدا گودرزی
- بهناز توکلی
- مهران غفوریان
- چنگیز وثوقی
- بیوک میرزایی
- عبدالرضا اکبری
- شهرام عبدلی
- محمدرضا حقگو
- مهدی صبایی
- رحمان باقریان
- علی اوسیوند
- مهدی فخیم‌زاده
- مهدی صبائی
- امیر رضایی
- محمدحسام چارخلو
- حامد قاسمی
- حسین فعیل زاده
- رضا نجار نیکو
- ایلیا آزادی
- میلاد نادرخانی
- سجاد مهین احدزاده
- مأنوس پینتزیس
- پاناگیوتیس بوگیوریس
- نیکوس پورسانیدیس
- کریستیانا سوتیریو
- پانوس گوگکوس
- سامول سرکیسیان
- رامونا شاه
- توماج دانش بهزادی
- پویان حاکمی
- آرین بابادی

## تولید

### پیش تولید
میرباقری در سال ۱۳۷۸ نگارش اولیه سلمان فارسی را به پایان رساند. به گفتهٔ میرباقری، او ۲۰ سال درگیر نوشتن آن بوده است. گفت‌وگوهای اولیه و پیش تولید پروژه در سال ۱۳۹۶–۱۳۹۷ پس از دو سال تحقیق و بررسی و سفرهای عوامل به مناطقی مانند گرجستان، ارمنستان، مراکش، ترکیه، آفریقا، خوزستان، چابهار، کلیسای تاتِو، کلیسای خور ویراپ، کویر لوت، کلیسای اچمیادزین، معبد گارنی، فاس، کازابلانکا، رباط، طنجه و غیره نیز آغاز شد. عوامل همچنین از ده‌ها مکان تاریخی متعلق به دوران کارتاژ، بربرها و رومیان در کشورهای مختلف بازدید کردند که بسیاری از آنها در قرن پنجم تا ششم میلادی، همزمان با سفرهای سلمان شکوفا شدند.
محمود فلاح، تهیه‌کننده اولیه، در سال ۱۳۹۴ و پیش از آغاز تولید گفته بود برآورد اولیه برای ساخت مجموعه ۶۰ میلیارد تومان است. به گفتهٔ سید محمدرضا میرتاج‌الدینی در دی ۱۴۰۱، تولید این مجموعه حدود «دو هزار میلیارد تومان» بودجه لازم دارد. رقم دقیق بودجه لازم مشخص نیست.

### فیلمبرداری
تولید مجموعه سلمان فارسی پس از وقفه ای ۲۰ ساله در اواخر آذرماه ۱۳۹۸ در شهداد کرمان آغاز شد. البته تمام فیلمبرداری در کرمان انجام نشد، بازیگران و عوامل سریال در مکان‌های دیگری مانند شاهرود، سمنان، جزیره قشم، دماوند و مازندران نیز فیلمبرداری کردند. بخش قابل توجهی از فیلمبرداری این مجموعه در مناظر طبیعی مناطق مختلف ایران انجام خواهد شد. کشور ترکیه نیز به عنوان یکی از مکان‌های سریال در نظر گرفته شده بود، اما به دلیل کووید ۱۹، این طرح لغو شد. عوامل همچنین چندین سکانس مربوط به دوره بیزانس را در کشور ارمنستان و کلیسای سنت استپانوس فیلمبرداری کردند. فیلمبرداری فصل بیزانس این مجموعه در فروردین ماه سال ۱۴۰۲ به پایان رسید. بازیگران و عوامل در حال حاضر مشغول فیلمبرداری فصل ایران باستان در دوران امپراتوری ساسانی هستند که شامل مکان‌های تاریخی مانند تیسفون، جاده ابریشم، فارس، اصفهان و غیره نیز می‌شود. تهیه‌کننده این مجموعه حسین طاهری همچنین اعلام کرده است که سکانس‌هایی از فصل ایران در جنگل‌های هیرکانی و آتشکده اصفهان در ماربین نیز فیلمبرداری می‌شوند. بنابر اعلام رسمی، حدود دو سال طول می‌کشد تا تولید این فصل به پایان برسد. عوامل در حال حاضر همزمان با تولید فصل ایران باستان، پیش تولید فصل اسلام که آخرین فصل این سریال خواهد بود را آغاز کرده‌اند. برای اولین بار در جهان، فصل ایران باستان این مجموعه صد سال تاریخ ایران و دوره ساسانی از زمان خسرو انوشیروان، هرمز چهارم، قباد یکم، مرگ خسرو پرویز، شیرین و فرهاد، بهرام چوبین و بسیاری از اسطوره‌های تاریخ ایران باستان را به تصویر خواهد کشید.
مناطقی همچون شاهرود، مجن، جزیرهٔ قشم، دماوند، سواحل مازندران و غیره نیز از نقاط فیلم‌برداری این مجموعه نیز محسوب می‌شوند. پس از لغو طرح فیلمبرداری در کشور ترکیه، شهرک سینمایی پیامبر اعظم و غزالی جایگزین آن شدند. تمام فضای صد هکتاری شهرک سینمایی نور در این مدت به‌طور کامل و اختصاصی در اختیار عوامل سلمان فارسی برای ساخت دکور و فیلمبرداری قرار گرفت.
در دی ۱۴۰۲ گزارش شد که با پایان فیلمبرداری فصل بیزانس، حدود پنج ماه است که فیلمبرداری فصل ایران ساسانی آغاز شده است. طاهری در همان زمان بیان کرد که فیلمبرداری فصل ایران از نیمه تابستان در شهرک سینمایی ایران آغاز شد و فیلم‌برداری این زمان در استان سمنان و مناطقی از شاهرود تا سال بعد ادامه دارد. او اعلام کرد فیلمبرداری تا پایان زمستان در شاهرود ادامه خواهد داشت تا از فضای زمستانی منطقه برای داستان استفاده کنند. طاهری برای پایان فیلمبرداری فصل ایران باستان در عرض ۱۸ ماه ابراز امیدواری کرد و گفت که پس از آن فیلم‌برداری فصل پایانی یعنی حجاز در مکان‌هایی مانند شهرک سینمایی نور آغاز خواهد شد.
در ۱۰ اسفند ۱۴۰۲ اعلام شد که در محل فیلمبرداری در روستای خیج، در نزدیکی شاهرود بر اثر «فرو ریختن پل» دو تن از هنروران این سریال جان باختند و چهار تن مصدوم شدند. مراحل تدوین در اردیبهشت ۱۴۰۳ در حال انجام بود. بخشی از فیلم‌برداری تا مهر ۱۴۰۳ در شاهرود و در فاز ایران ادامه داشت.

#### فصل دوم
در مرداد ۱۴۰۳ گزارش شد که تصویربرداری فصل دوم به کارگردانی میرباقری به‌زودی آغاز می‌شود.

### طراحی صحنه و لباس
طراحی صحنه و دکور این سریال برعهده محسن شاه‌ابراهیمی است و منصوره یزدان جو طراح لباس این مجموعه می‌باشد. تقریباً ۱۲ هزار دست لباس برای این مجموعه طراحی و تولید شده است. با توجه به تاریخی بودن سریال، از طراحی خاص صحنه، زیورآلات، ابزارآلات و لباس‌ها برای نشان دادن اصالت تاریخی سریال استفاده گردیده است. مکان‌های تیسفون، و حجاز، طراحی کشتی‌ها و ظرافت‌های سه دوران تاریخی تماماً در قالب ۳۰ کارگاه دکورسازی ساخته می‌شوند.

### جلوه‌های بصری
طراحی جلوه‌های بصری این مجموعه برعهده سید هادی اسلامی است. بنابر گفته‌های تهیه‌کننده حسین طاهری، حدود یک سال مطالعات و تحقیقات مختلف در زمینه جلوه‌های بصری برای این مجموعه صرف شده است. درحال حاضر یک گروه متخصص در این زمینه به مدت چهار سال است که با نظارت هادی اسلامی برروی این مجموعه بزرگ کار می‌کنند. سریال سلمان فارسی همچنین جزو اولین آثار سینما و تلویزیون ایران محسوب می‌شود که از تکنولوژی کروما کی برای جلوه‌های بصری بهره خواهد برد.

### بازیگران
فارغ از بازیگران اصلی، تهیه‌کنندهٔ این مجموعه در مورد باقی بازیگران به رسانه‌ها اعلام کرده بود که ۲۰ هزار بازیگر از سراسر کشور شناسایی شده‌اند و ۱٬۵۰۰ شخصیت در سریال حاضر هستند. همچنین تعداد بزرگی از بازیگران جوان تئاتر از سراسر کشور نیز در این سریال به ایفای نقش خواهند پرداخت. گریم و چهره پردازی بازیگران این مجموعه برعهده عبدالله اسکندری است.
مجموعه سلمان فارسی شامل صدها تن از بازیگران کشورهای مختلف از جمله تونس، یونان، ارمنستان، هندوستان، عراق، آفریقا، چین و غیره می‌شود. بیش از ۴۰ تن از بازیگران حرفه ای کشورهای ذکر شده، در این مجموعه به ایفای نقش خواهند پرداخت. مأنوس پینتزیس، گیانیس اسپالیاراس، کریستینا سوتیریو، پانوس گوگکوس و هشام رستم از بازیگران شناخته شده کشورهای یونان و تونس هستند که در فصل بیزانس این مجموعه بزرگ به ایفای نقش خواهند پرداخت. حسین طاهری، تهیه‌کننده این مجموعه در مصاحبه ای اعلام کرده است که فصل ایران باستان شامل بازیگران خارجی کمتری می‌شود و در فصل آخر بازیگرانی از جهان عرب، آسیا و اروپا نیز حضور خواهند داشت.

## پخش
انتظار می‌رود که پخش سلمان فارسی از سال ۱۴۰۵ آغاز شود. این مجموعه شامل ۶۰ قسمت خواهد بود.

## بازخورد
به عقیدهٔ احسان هوشمند در هم‌میهن، با توجه به افزایش شکاف میان اسلام‌گرایی و ایران‌گرایی در جامعه ایران، و باور بخشی از افکار عمومی مبنی بر مخالفت حاکمیت با میراث تاریخی کشور و حذف تاریخ ایران پیش از اسلام، این پژوهشگر پیشنهاد می‌کند که در تولید و بررسی سلمان فارسی، نهایت دقت و مشورت کارشناسی به کار گرفته شود تا از پیامدهای احتمالی منفی جلوگیری شود.